# Marc Van Montagu
Marc Van Montagu, né le 10 novembre 1933 à Gand, est un chercheur belge en biologie moléculaire, qui a travaillé sur les techniques de modification génétique et fait avancer la recherche en matière de transgénèse.

## Biographie
Il a été professeur d'université et directeur du laboratoire de génétique de l'université de Gand. Il a également été directeur scientifique du département de génétique de l'Institut flamand de biotechnologies (VIB). Il a fondé en 1982 avec Jozef Schell la société Plant Genetic Systems Inc.. Il a également participé à la fondation de Cropdesign. Il est actuellement président de l'European Federation of Biotechnology, une ONG qui promeut les biotechnologies.

## Travaux
Il a découvert avec Jozef Schell le gène de transfert entre Agrobacterium et les plantes, ce qui a permis la mise au point de méthodes de transfert de gènes et, in fine, la mise au point des premiers organismes génétiquement modifiés. Il a travaillé par la suite sur de nombreuses variétés de plantes génétiquement modifiées, aux usages variés.

## Récompenses
Il a reçu de nombreux prix dont le prix japonais en 1998 et le prix mondial de l'alimentation en 2013. Il est correspondant étranger de la Académie nationale des sciences des États-Unis depuis 1986. Il est également membre de diverses académies scientifiques russes, françaises, suédoises ou italiennes. 
Titulaire de six diplômes de docteur honoris causa, il a été fait baron par le roi Baudouin de Belgique en 1990.
Il a été 95e au classement De Grootste Belg.

## Sources
- Van Larebeke, N., Genetello, C., Schell, J., Schilperoort, R.A., Hermans, A.K., Hernalsteens, J.-P., and Van Montagu, M. Acquisition of tumour-inducing ability by non-oncogenic agrobacteria as a result of plasmid transfer. Nature (London) 255, 742-743 (1975).
- Vaeck, M., Reynaerts, A., Höfte, H., Jansens, S., De Beuckeleer, M., Dean, C., Zabeau, M., Van Montagu, M., and Leemans, J. Transgenic plants protected from insect attack. Nature (London), 328, 33-37 (1987)
- Van den Broeck G et al., Targeting of a foreign protein to chloroplasts by fusion to the transit peptide from the small subunit of ribulose 1,5-bisphosphate carboxylase, Nature, 313, 358-363, 1985
- Deblock M et al., Expression of foreign genes in regenerated plants and in their progeny, Embo J, 3, 1681-1689, 1984
- HerreraEstrella L et al., Expression of chimaeric genes transferred into plant-cells using a TI-plasmid-derived vector, Nature, 303, 209-213, 1983